# Serge Ayeli
Serge Ayeli est un footballeur ivoirien, né à Abbiate en Côte d'Ivoire le 23 août 1981. Il évolue dans le championnat israélien, à l'Hapoël Ashkelon FC, comme attaquant.

## Carrière
| Saison           | Club                             | Pays   | Championnat   | Championnat | Championnat | Championnat  | Championnat  | Coupe d'Europe | Coupe d'Europe | Coupe d'Europe |
| Saison           | Club                             | Pays   | Division      | Matchs      | Buts        | Cartons      | Cartons      | Type           | Matchs         | Buts           |
| ---------------- | -------------------------------- | ------ | ------------- | ----------- | ----------- | ------------ | ------------ | -------------- | -------------- | -------------- |
| Saison           | Club                             | Pays   | Division      | Matchs      | Buts        | Carton jaune | Carton rouge | Type           | Matchs         | Buts           |
| 1998 - 1999      | OGC Nice                         | France | Réserve - CFA | -           | -           | -            | -            | -              | -              | -              |
| 1999 - 2000      | OGC Nice                         | France | Réserve - CFA | -           | -           | -            | -            | -              | -              | -              |
| 2000 - 2001      | OGC Nice                         | France | Réserve - CFA | -           | -           | -            | -            | -              | -              | -              |
| 2001 - 2002      | OGC Nice                         | France | Ligue 2       | 34          | 6           | -            | -            | -              | -              | -              |
| 2002 - 2003      | OGC Nice                         | France | Ligue 1       | 15          | 1           | -            | -            | -              | -              | -              |
| 2003 - 2004      | Châteauroux (prêté par OGC Nice) | France | Ligue 2       | 19          | 1           | -            | -            | -              | -              | -              |
| 2004 - 2005      | Lorient (prêté par OGC Nice)     | France | Ligue 2       | 4           | -           | -            | -            | -              | -              | -              |
| 2005 - 2006      | Hapoël Ironi Kiryat Shmona       | Israël | Ligue 2       | -           | -           | -            | -            | -              | -              | -              |
| 2006 - 2007      | Hapoël Haïfa                     | Israël | Ligue 1       | 25          | 7           | -            | -            | -              | -              | -              |
| 2007 - 2008      | Hapoël Raanana                   | Israël | Ligue 1       | 28          | 8           | -            | -            | -              | -              | -              |
| 2008 - 2009      | Maccabi Ahi Nazareth             | Israël | Ligue 1       | 28          | 15          | -            | -            | -              | -              | -              |
| 2009 - 2010      | Hapoël Ramat-Gan                 | Israël | Ligue 1       | 26          | 7           | -            | -            | -              | -              | -              |
| 2010 - jan. 2011 | Betar Jérusalem                  | Israël | Ligue 1       | 6           | -           | -            | -            | -              | -              | -              |
| jan. 2011-2011'  | Hapoël Ashkelon FC               | Israël | Ligue 1       | -           | -           | -            | -            | -              | -              | -              |